# Часта Дубрава (Курська область)
Часта Дубрава (рос. Частая Дубрава) — присілок в Горшеченському районі Курської області Російської Федерації.
Населення становить 1 особу. Входить до складу муніципального утворення Богатирівська сільрада.

## Історія
Населений пункт розташований на території українського етнічного та культурного краю Східна Слобожанщина.
Від 2004 року входить до складу муніципального утворення Богатирівська сільрада.

## Населення
| 2002 | 2010 |
| ---- | ---- |
| 2    | ↘1   |